# Synagoga Reicherów w Łodzi
Synagoga Reicherów w Łodzi – synagoga znajdująca się w Łodzi, w oficynie kamienicy przy ulicy Rewolucji 1905 roku nr 28, dawniej zwanej Południową. Jest jedyną zachowaną przedwojenną oraz jedną z dwóch czynnych synagog w Łodzi.

## Historia
Synagoga została zbudowana w latach 1895–1902 z fundacji rodziny Reicherów, według projektu Gustawa Landau-Gutentegera. Powstała w oddzielnym, piętrowym budynku tylnej oficyny. Po adaptacji poprzednio istniejących pomieszczeń kantoru na parterze powstała sala męska z 8 oknami, którą otoczyły galerie dla kobiet z 10 oknami. Synagoga przeznaczona jest na 42 osoby.
Synagoga przetrwała II wojnę światową tylko dlatego, że jej właściciel, Wolf Reicher sporządził fikcyjny akt sprzedaży swojemu niemieckiemu partnerowi w interesach, który nie pozwolił zburzyć synagogi i urządził w jej wnętrzach skład soli, co nie wzbudzało niemieckich podejrzeń.
Po zakończeniu wojny Edward Reicher, jedyny ocalały z rodziny Reicherów sprzedał rodzinną kamienicę wraz z gruntem oraz przekazał we władanie synagogę Kongregacji Wyznania Mojżeszowego w Łodzi, która ją wyremontowała i ponownie otworzyła do celów kultu religijnego. W umowie zaznaczono, że właściciel kamienicy nie może zlikwidować synagogi, póki ktoś będzie jeszcze z niej korzystał. Po wydarzeniach z marca 1968 roku synagoga została zamknięta i stopniowo przez lata popadała w ruinę.
W 1988 roku Fundacja Rodziny Nissenbaumów i Kongregacja Wyznania Mojżeszowego w Łodzi rozpoczęły prace remontowe w synagodze. Przeprowadzono prace usuwania wilgoci ze ścian, izolacji fundamentów i malowania elewacji oraz wnętrza. W tym samym roku w budynku wybuchł pożar, który zatrzymał prace remontowe. Po pożarze do remontu synagogi przyłączyła się Fundacja Ronalda S. Laudera, która ukończyła jej remont. Obecnie synagoga służy wiernym, a nabożeństwa odbywają się w czasie największych świąt, podczas gdy bożnica przy ulicy Pomorskiej nie może pomieścić wystarczającej liczby wiernych.
Na początku maja 1997 roku doszło do próby włamania do synagogi. Zdarzenie miało prawdopodobnie podłoże szowinistyczne. Od początków marca 1998 roku trwała zmasowana akcja malowania antysemickich haseł na budynkach należących do instytucji mniejszości żydowskiej, w tym synagogi Reicherów. Z okazji wizyty, którą złożył w Łodzi na początku marca prezydent Czech – Václav Havel, władze miasta odmalowały synagogę i postawiły obok niej na tydzień strażnika. Po jego zdjęciu budynek natychmiast został znowu pokryty faszystowskimi napisami.
2 czerwca 1998 roku po raz kolejny zbezczeszczono synagogę. Na jej murach wymalowano m.in. swastyki, gwiazdy Dawida na szubienicy. 5 czerwca policja zatrzymała trzech 14-latków, Kamila T., Mariusza Z. i Dariusza Z., którzy przyznali się do malowania na synagodze od roku. U jednego z chłopców policja znalazła szablony, farby itd. Jednocześnie chłopcy zaprzeczyli jakoby byli sprawcami ostatniego aktu wandalizmu.
W grudniu 2003 roku nastąpiło uroczyste odsłonięcie tablicy pamiątkowej, ku czci Aleksego Reichera, wnuka Wolfa. W uroczystości wzięli udział synowie, na stałe mieszkający za granicą oraz jego szkolni koledzy.
W dniach od 20 października do 22 października 2006 roku podczas wizyty w Łodzi Israela Danzigera, ósmego cadyka chasydzkiej dynastii Aleksander, w synagodze odbył się uroczysty szabat z jego udziałem, chasydami, którzy z nim przybyli oraz członkami Gminy Wyznaniowej Żydowskiej w Łodzi.
22 lutego 2008 roku w synagodze odbyło się uroczyste powitanie szabatu, w którym uczestniczył naczelny aszkenazyjski rabin Izraela Jona Metzger oraz wszyscy rabini zatrudnieni przez Związek Gmin Wyznaniowych Żydowskich w RP, w tym naczelny rabin Polski Michael Schudrich. W uroczystości uczestniczyło również około 120 Żydów z Łodzi oraz innych miast Polski.

## Plany przeniesienia synagogi
Przez pewien czas były plany aby synagogę przenieść z obecnej lokalizacji na działkę za siedzibą gminy żydowskiej przy ulicy Pomorskiej 18. Uchroniłoby to synagogę od dalszego niszczenia, jak również pozwoliłoby to łódzkim Żydom na swobodniejsze uczęszczanie do niej, ponieważ obecny teren wokół budynku nie należy do gminy żydowskiej. Aby wykonać prace związane z kanalizacją czy zniszczonymi toaletami należącymi do synagogi, gmina musi mieć zgodę właściciela.
Synagogi nie da się jednak przenieść cegła po cegle ze względu na zły stan budynku, w którego ściany wgryzła się sól, która była w nim przechowywana podczas II wojny światowej. Myśli się jednak o odtworzeniu synagogi z zachowaniem oryginalnych elementów, które są jeszcze w dobrym stanie, jak galerie dla kobiet, filary, posadzka czy wyposażenie wnętrza.
Obecnie przeniesienie synagogi, będące w sferze planów, jest ograniczone środkami finansowymi, których gmina żydowska nie posiada, aby całą inwestycję zrealizować. Ponadto pomysł spotkał się z krytyką miłośników łódzkich zabytków.
9 września 2018 roku w synagodze odbyła się uroczystość bar micwy potomka rodu Reicherów.

## Architektura

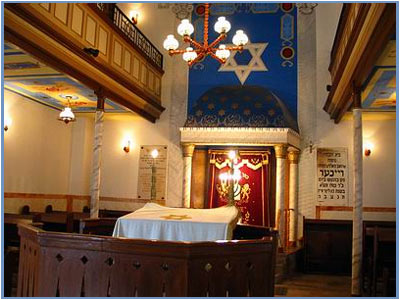
Wnętrze synagogi

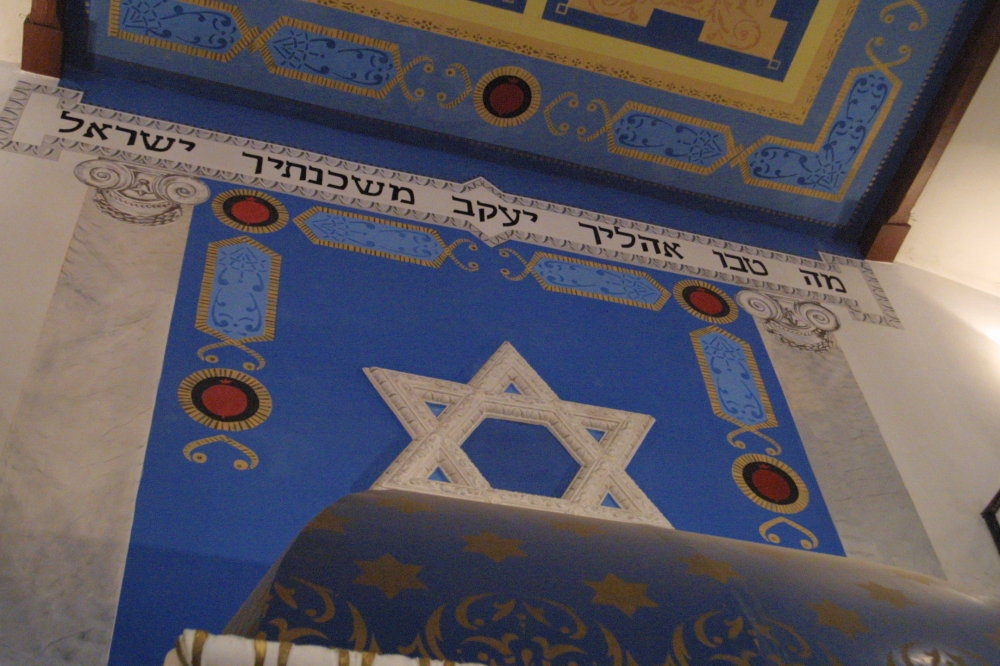
Inskrypcja nad szafą ołtarzową

Murowany z cegły budynek synagogi wzniesiono na planie prostokąta. Całość zajmuje główna sala modlitewna, do której wchodzi się przez wysunięty ganek, nad którym znajduje się balkon, otoczony kutą balustradą. Salę z trzech stron otaczają galerie dla kobiet z drewnianą balustradą wsparte na ozdobnych filarach, do których prowadzą osobne wejścia.
Na ścianie wschodniej znajduje się Aron ha-kodesz w postaci niebieskiego baldachimu z gwiazdami wspartego na czterech kolumnach. Przed nim znajduje się pulpit kantora na którym stoi wysoki świecznik bożniczy. Na środku sali głównej stoi drewniana, ośmioboczna, dwuwejściowa bima.
Na suficie sali głównej oraz plafonach empor znajdują się malowidła o motywach geometrycznych. W centrum głównego sufitu w niebieskim kole znajduje się złota gwiazda Dawida otoczona wieńcem laurowym. Z jej środka zwisa główny żyrandol. Na ścianie wschodniej powyżej szafy ołtarzowej znajduje się obszerna niebieska polichromia z centralnie umieszczoną złotą Gwiazdą Dawida. Ponad nią znajduje się inskrypcja hebrajska ujęta w ozdobną ramkę i wsparta na dwóch korynckich kolumnach. Treść inskrypcji stanowi cytat z Księgi Liczb 24,5: „Jakże piękne są twoje namioty, Jakubie, twoje siedziby, Izraelu!” (מה טבו אהליך יעקב משכנתיך ישראל).
Wewnątrz synagogi znajdują się cztery tablice pamiątkowe:
Pierwsza w języku hebrajskim umieszczona po prawej stronie Aron ha-kodesz, upamiętnia fundatora synagogi, Wolfa Reichera, który zmarł z głodu w Ghetto Litzmannstadt.
Druga, w języku polskim i hebrajskim, znajdująca się po lewej stronie arki, upamiętnia pożar i fundatorów odbudowy synagogi: „Synagoga zniszczona wskutek pożaru w 1988 r. odbudowana została w 1989 r. przez Fundację Ronalda S. Laudera z Nowego Jorku z inicjatywy rabina Chaskiela O. Bassera.”
Trzecia w języku polskim i hebrajskim upamiętnia remont synagogi przez Fundację Rodziny Nissenbaumów: „Synagoga przed pożarem była remontowana przez Fundację Rodziny Nissenbaumów z inicjatywy Pani Soni Nissenbaum.” Czwarta z 2003 roku upamiętnia Aleksego Reichera, wnuka Wolfa.
Synagoga pierwotnie posiadała barwne witraże w oknach, obecnie są to przezroczyste szyby z namalowaną gwiazdą Dawida. Wolf Reicher dostarczył synagodze zbiór XVI i XVIII-wiecznych przedmiotów liturgicznych ze starego srebra, zakupionych w Polsce i za granicą.